# Джек — вбивця велетнів
«Джек — вбивця велетнів» (англ. Jack the Giant Slayer) — фентезійний пригодницький фільм режисера Браяна Сінгера за мотивами англійської казки Джек і бобове зерно. Світова прем'єра відбулась у США, 1 березня 2013 року. В Україні фільм вийшов у березні 2013 року. Є ремейком фільму 1962 року «Джек — вбивця велетнів» (англ. Jack the Giant Killer) режисера Натана Юрана.
Автор українського перекладу — Сергій SKA Ковальчук.

## Сюжет
Стародавня війна знов розгорається, коли молодий фермер Джек (Ніколас Голт) випадково відкриває вхід в наш світ страшної расі велетнів. Спустившись на Землю вперше за століття, велетні прагнуть повернути свій світ, який вони колись втратили, змушуючи Джека вступити в головну битву свого життя, щоб зупинити їх. Борець за царство, його народ і любов хороброї принцеси Ізабелли (Елеонор Томлінсон), він стикається віч-на-віч з непереборними воїнами, що як він думав, існують тільки в легендах і отримує шанс сам стати легендою.

## В ролях
- Ніколас Голт — Джек
- Елеонор Томлінсон — принцеса Ізабелла
- Стенлі Туччі — лорд Родерік
- Іян Макшейн — король Брамвелл
- Білл Наї і Джон Кассір — двоголовий велетень Феллон
- Юен Мак-Грегор — Елмонта, начальник охорони короля
- Едді Марсан — Кроу
- Юен Бремнер — Вік
- Ворвік Девіс — старий Хемм

## Зйомки
Зйомки почалися 12 квітня 2011 року в британській сільській місцевості. У травні 2011 виробництво фільму перемістилося в графство Сомерсет і протягом двох тижнів зйомки проходили в Уелсі, Чеддері, таємничих місцях графства і поряд з Собором в Уелсі. Також в травні знімалися сцени в Лісі Діна. Пізніше в тому ж місяці зйомки проходили в Норвічі поруч з Норвічським собором.

## Цікаві факти
- Аарон Тейлор-Джонсон і Анайрін Барнард також розглядались на роль Джека, та в результаті роль отримав Ніколас Голт.
- На роль Ізабелли розглядалися Аделаїда Кейн, Лілі Коллінз і Джуно Темпл.
- Спочатку світова прем'єра була запланована на 15 червня 2012 року.